# Eleutheranthera tenella
Eleutheranthera tenella là một loài thực vật có hoa trong họ Cúc. Loài này được (Kunth) H.Rob. mô tả khoa học đầu tiên năm 1992.